# Эроне
Эроне (фр. Érone, корс. Erone) — коммуна во Франции, находится в регионе Корсика. Департамент коммуны — Верхняя Корсика. Входит в состав кантона Голо-Морозалья. Округ коммуны — Корте.
Код INSEE коммуны — 2B106.

## Население
Население коммуны на 2008 год составляло 6 человек.
| 1962 | 1968 | 1975 | 1982 | 1990 | 1999 | 2008 |
| ---- | ---- | ---- | ---- | ---- | ---- | ---- |
| 7    | 32   | 27   | 23   | 9    | 8    | 6    |

## Экономика
В 2007 году среди 3 человек в трудоспособном возрасте (15—64 лет) 2 были экономически активными, 1 — неактивным (показатель активности — 66,7 %, в 1999 году было 66,7 %). Из 2 активных работали 2 человека (2 мужчины и 0 женщин), безработных не было..